# Arco escarzano

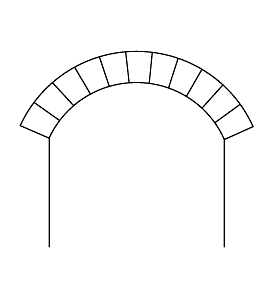
Arco escarzano.

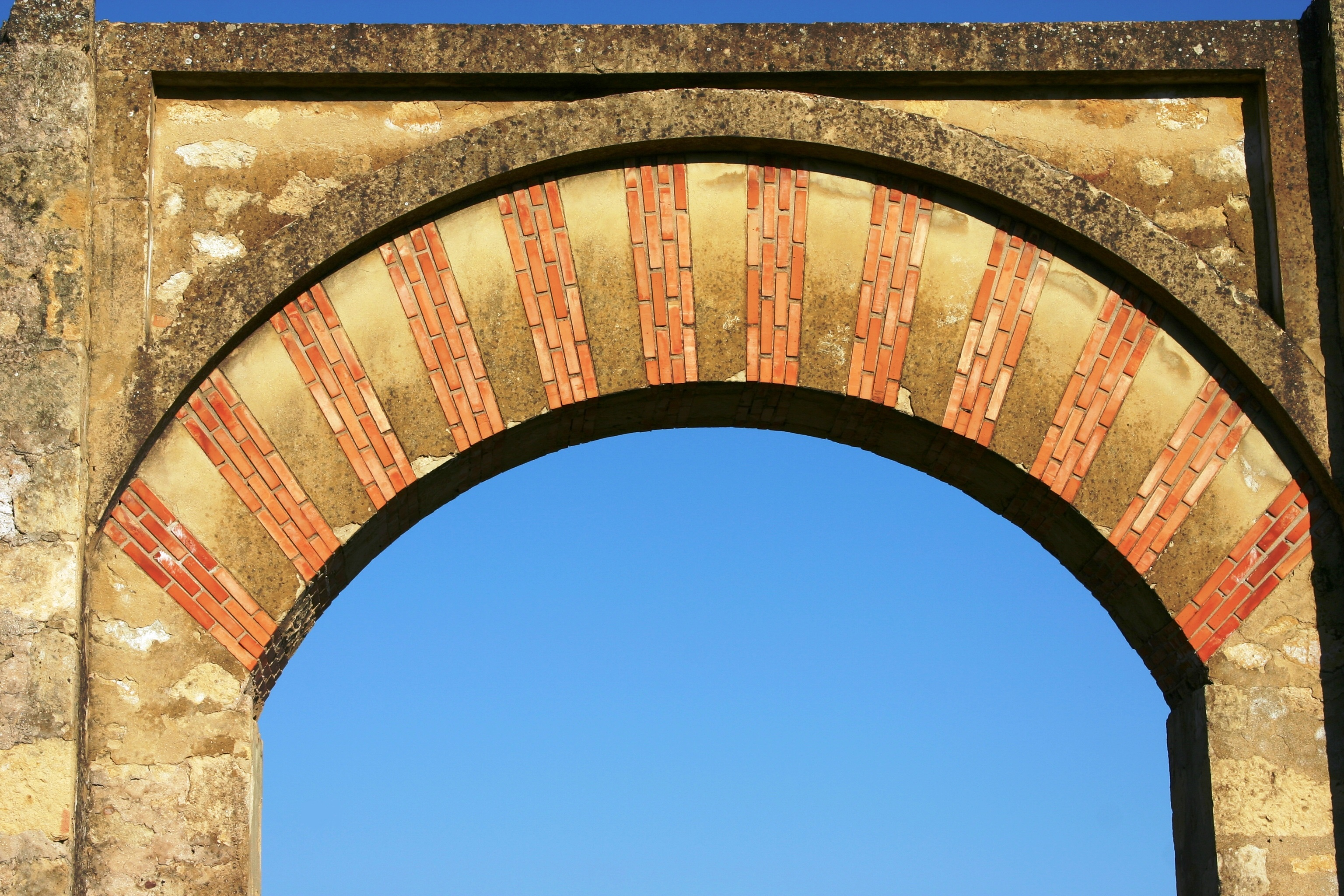
Arco escarzano en el Gran Pórtico de Medina Azahara (siglo X), en Córdoba, España.

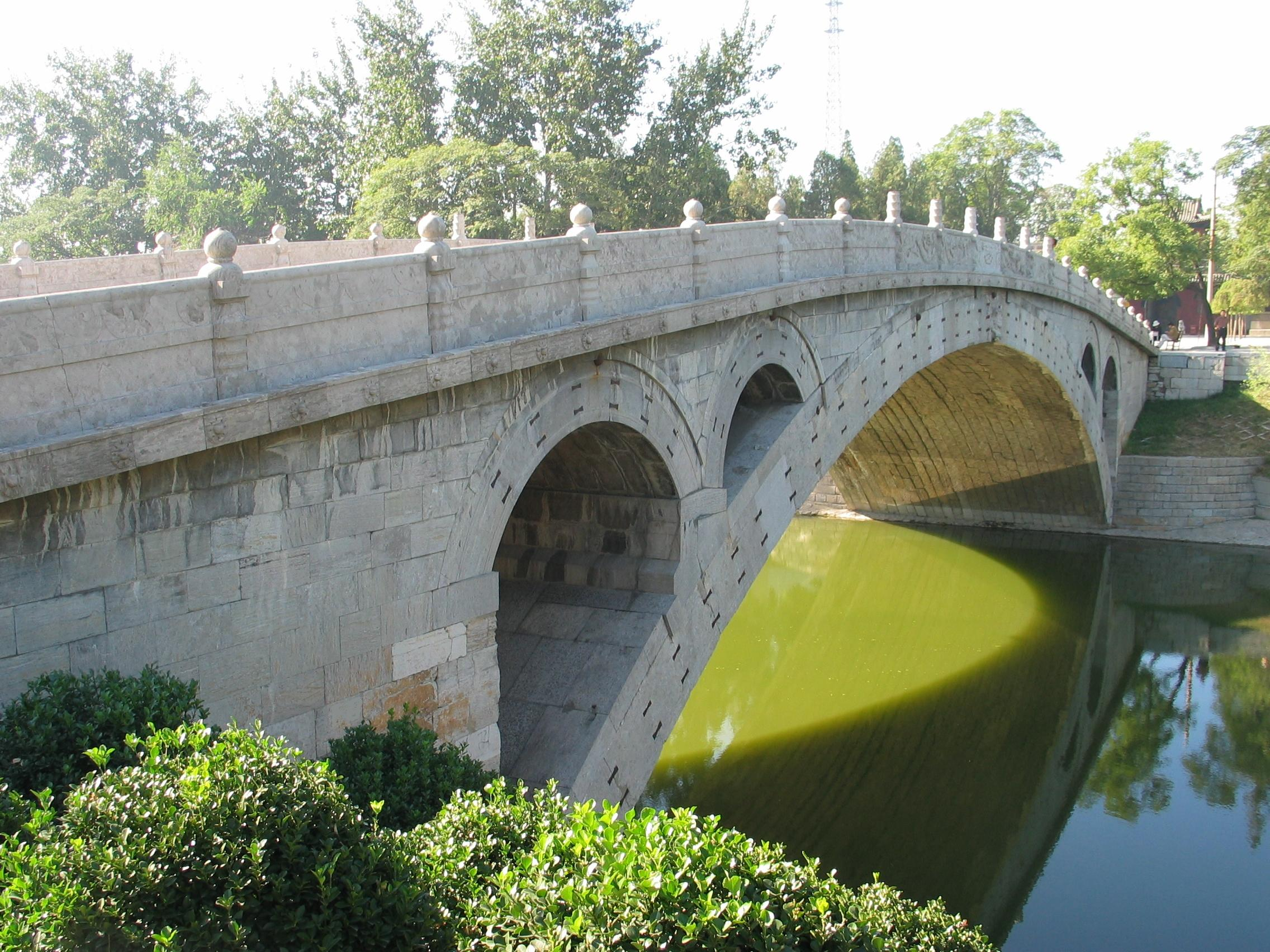
Puente Zhaozhou, en Hebei, China.

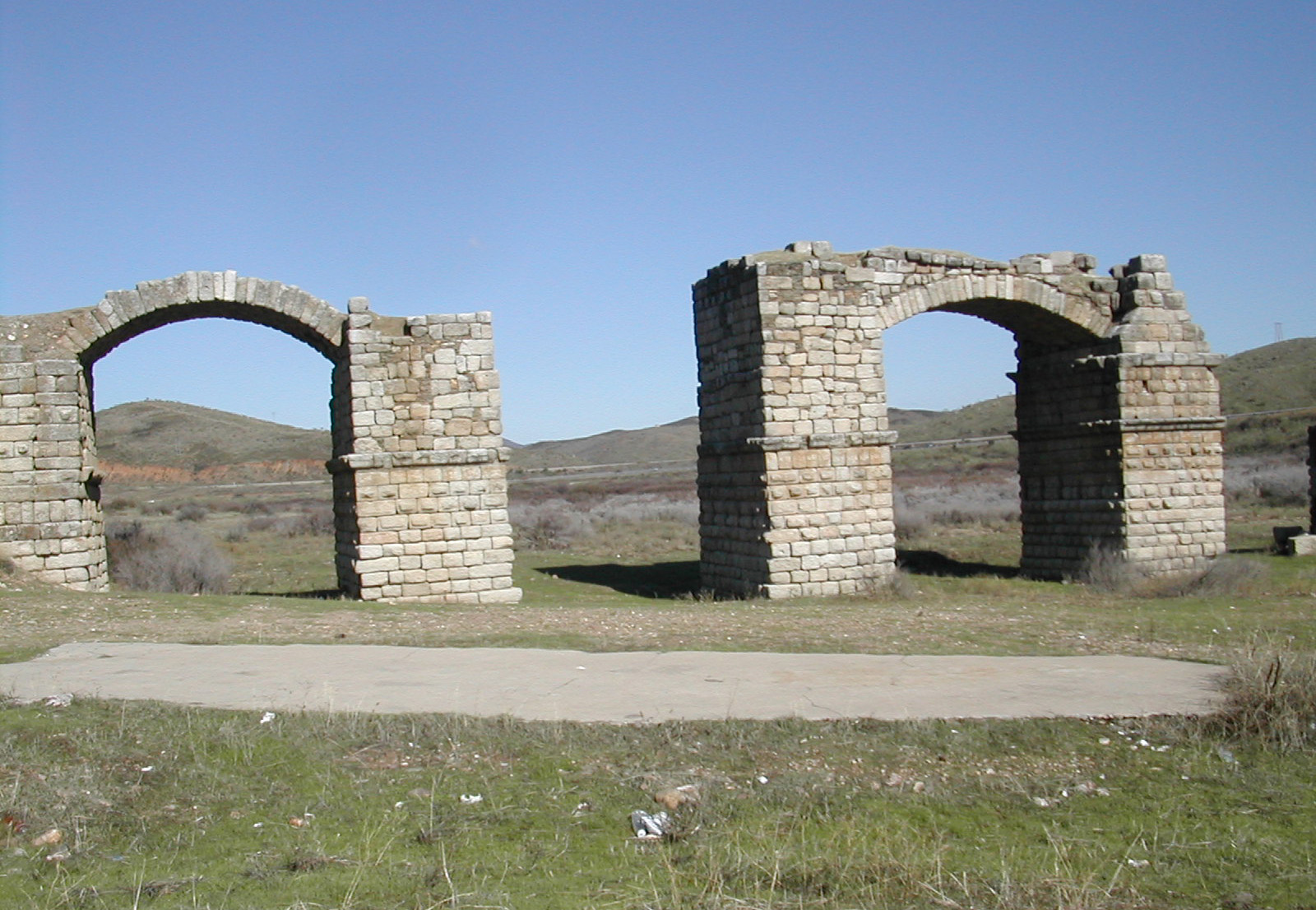
Arcos escarzanos en el Puente Romano de Alconétar (siglo II), en Cáceres, España.

El arco escarzano (denominado también arco corvado) es un tipo de arco rebajado simétrico que consiste en un sector circular que posee su centro por debajo de la línea de impostas.

## Características
El arco escarzano es, por lo tanto un sector de circunferencia. Este arco se diferencia del arco de medio punto en que el centro del sector se halla por debajo de la línea de impostas (nivel de los arranques), haciendo que en los salmeres el sector de circunferencia no haga una tangencia, formando por lo tanto una especie de esquina. En algunas ocasiones se ha tildado de arco poco estético por la existencia de esta esquina. Se suele usar en los puentes debido a que presenta una mayor sección de desagüe que un arco de medio punto equivalente, sin elevar la rasante de la vía.

## Usos
Cuando se encuentra este arco sobre una puerta, o ventana, se suele denominar "escarzana", y su arco suele corresponder a la sexta parte de una circunferencia (es decir, 60°). Se acostumbra poner sobre las puertas y ventanas para cerrarlas con mayor seguridad por arriba. En algunas ocasiones se utiliza este arco combinado con un dintel de refuerzo. En geometría se denominaba arco escarzano al arco menor de una semicircunferencia. Este tipo de arco se empleó en la arquitectura romana, en el románico y en el Plateresco, como se puede apreciar en la fachada de la Universidad de Salamanca.